# زیردریایی کلاس آی-۳۵۱
زیردریایی کلاس آی-۳۵۱ (به انگلیسی: I-351-class submarine) یک کلاس از زیردریایی است که طول آن ۱۱۱٫۰۰ متر (۳۶۴ فوت ۲ اینچ) می‌باشد.